# Niels Hemmingsen
Niels Hemmingsen (latin Nicolaus Hemmingius), född 1513 på Lolland av fattig bondsläkt, död 23 maj 1600, dansk teolog.
Hemmingsen gick i skola i Roskilde och Lund och studerade 1537-42 i Wittenberg, där han blev magister och en av Philipp Melanchthons skickligaste och trofastaste anhängare. Han blev professor vid Köpenhamns universitet 1542 i grekiska, 1545 i hebreiska och 1553 i teologi, tog 1557 doktorsgraden och blev 1572 universitetets vicekansler.
Han författade Tabella de coena domini (1557), som nästan blev en bekännelseskrift i danska kyrkan och där han framställde den lutherska nattvardsläran jämte Calvins avvikelser, de 25 religionsartiklar (1569), som varje utlänning var tvungen att svära på för att permanent få vistas i landet. Han utarbetade även skolordningen för Herlufsholms skola. Bland Hemmingsens många lärda skrifter, nästan alla skrivna på ypperligt latin och (i vissa fall flera gånger) tryckta i utlandet (en och annan senare översättning till danska, tyska och engelska) samt spridda över hela den protestantiska världen, kan nämnas De methodis et ratione concionandi (1555), en anvisning för predikan, Enchiridion theologicum (1557), lärobok både i dogmatik och moral, Pastor (1562), det första bidraget till en pastoralteologi, dessutom innehållande värdefulla upplysningar om prästernas levnadssätt och tidens allmänna seder och bruk, och Postilla (1561, översatt till danska 1576 och mycket använd), med utkast och dispositioner till predikningar, Livsens vej (1570, översatt till latin av Anders Sørensen Vedel 1574), en vägledning för ett gudfruktigt liv, och den häremot svarande De conjugio (1572, dansk översättning under titeln Ægteskabsbogen). Därtill kom en rad förklaringar till de apostoliska epistlarna och några av Gamla testamentets skrifter samt hans dogmatiska huvudverk Syntagma institutionum christianarum (1574). Hemmingsens skrifter utmärks av grundlig lärdom, klarhet och skarpsinne utan böjelse för spetsfundighet; de präglas av en särskilt för sin tid ovanlig fördragsamhet mot andra trosläror samt av nit för sund moral och uppriktig fromhet. Flera av dem ådrog sig uppmärksamhet även långt senare, bl.a. prisades hans lärobok i naturrätt, De lege naturæ (1563), som banbrytande för Hugo Grotius.
Hemmingsen blev namnkunnig som danska kyrkans läromästare och var den danske vetenskapsman, som på 1500-talet hade störst anseende i utlandet vid sidan av Tycho Brahe, liksom han är den danske teolog, som till 1800-talet varit mest ryktbar i de protestantiska länderna. Då Hemmingsen i Syntagma uttalat sig rätt erkännande om Calvins nattvardslära (han önskade i själva verket en förlikning mellan lutheraner och kalvinister), blev han 1575 anklagad för kung Fredrik II av dennes svåger, kurfurst August av Sachsen (på tillskyndelse av Jacob Andreæ), fick först en mild tillrättavisning, men nödgades 1576 återkalla sin lära, och såsom misstänkt kryptocalvinist avsattes han 1579 från professuren och förvisades till Roskilde, där han erhöll ett kanonikat och fortsatte sin vetenskapliga verksamhet. Han hedrades 1586 av de danska prästerna som deras ypperste lärare. Hans Opuscula theologica utkom samlade 1586 i Genève; en omfattande tolkning av Johannesevangeliet utgavs 1590-91 i Basel (två band), och 1591 skrev han De gratia universali, där han avgjort förkastade Calvins lära om nådavalet. De sista två åren av sitt liv var han blind.